# (I Can't Make It) Another Day
"(I Can't Make It) Another Day"" (Español: "(No Puedo Hacerlo) Otro Día") es una canción del cantante estadounidense Michael Jackson, lanzado en el álbum póstumo de Michael. Se grabó a finales de 1999. En un principio se filtró como un segundo fragmento de 90, se conoce como "Another Day" (Español: "Otro Día"). Poco después de la filtración, el cantante y compositor Lenny Kravitz confirmó que se había producido y compuesto por "Another Day", afirmó que a pesar de que no se escape la canción, le gustaría tener la versión completa de la canción en la que también cuenta con - lanzado oficialmente. Kravitz más tarde se refirió a la canción "(I Can't Make It) Another Day" en Facebook antes del lanzamiento del álbum de Michael. La canción fue grabada para el álbum Invincible, pero cayó de la lista final, debido a que se filtró en Internet. Más tarde fue reescrito y re-titulado "Storm", una colaboración entre Kravitz y el rapero Jay-Z, que aparece en el antiguo álbum de 2004 Baptism.
Poco después de la fuga, tanto de bienes de Jackson y compañía discográfica, Sony Music Entertainment, reveló que estaban en el proceso de eliminación de "Another Day" de la Internet por razones de derechos de autor. A pesar de los intentos con éxito, la canción ha seguido siendo re-subido a Internet y escuchado miles de veces. "Another Day" es la segunda canción de Jackson que se filtró a título póstumo.

## Antecedentes
El 25 de junio de 2009, el cantante Michael Jackson murió a la edad de 50 después de sufrir un paro cardíaco. Tres semanas después de la muerte de Jackson, el sitio web de noticias de celebridades TMZ.com (que fueron el primer medio para informar de su muerte) obtuvo un 24 -segundo fragmento de una canción titulada "A Place with no Name", y la publicó en Internet. En el momento de la filtración hubo informes de noticias que había un "gran salto" y docenas "y decenas "de canciones inéditas de Jackson que podría ser emitido para varios años. El comisario del Salón de la Fama del Rock and Roll, Jim Henke, comentó que las futuras versiones de Jackson recibirá una cantidad significativa de atención, diciendo: "Lo que hemos visto en las últimas tres semanas es que los discos que están aquí en este momento se están vendiendo en cantidades asombrosas. Creo que vamos a ver el interés increíble en cualquier material liberado Michael Jackson que saldrá en el futuro o de un año a partir de ahora."
Después de la muerte de Jackson, el músico de rock Lenny Kravitz escribió una carta sobre el fallecido cantante que fue publicado por AOL Music sitio web Spinner.com. En ella habló de colaborar con Jackson en una canción sin especificar: "Tengo que trabajar con Michael en una pista que no ha sido puesto en libertad y fue la experiencia más asombrosa que he tenido en el estudio. Fue divertido. Muy gracioso y nos reímos todo el tiempo. Kravitz agregó: "Él era un ser humano hermoso."
El 14 de diciembre de 2010, la canción fue lanzada oficialmente en el álbum póstumo de Michael. Cuenta con más voces y la instrumentación. Es una de las canciones más roqueras de Michael Jackson junto con Give In to Me, D.S. o Privacy.

## Respuesta
La canción no había sido destinado a la liberación y el récord de Jackson sello Sony Music Entertainment obtuvo el apoyo del fallecido cantante de bienes y sus abogados en su empeño de tener el tema eliminado de la Internet sobre la base de una infracción de copyright. Algunos de sus intentos de eliminación tuvieron éxito, aunque continuaron subiendo el audio, un clip obteniendo 20.000 puntos de vista en cuestión de horas.
A raíz de la fuga, Kravitz discutido el tema en un video que subió a la red social de Internet Twitter. Confirmó que había escrito, producido y tocado instrumentos en la canción, así como grabar con Jackson. Kravitz declaró que no era responsable de la liberación no oficiales, como su copia "se ha encerrado en una bóveda ". También señaló que los dos DJ's en el fragmento de código no estaban involucrados en el proceso de grabación, diciendo: "No sé cuál es su propósito, pero esa persona no tiene nada que ver con el tema". Kravitz se refleja que el trabajo con Jackson había sido "una de las experiencias musicales más sorprendentes" que había tenido nunca. "Fue realizada por dos personas que tenían respeto por los demás y amantes de la música". El cantante y compositor llegó a la conclusión de que "Another Day" no había sido mezclada o terminada, pero agregó que esperaba que la canción completa sería puesto en libertad "la forma de Michael y yo tenía la intención de ser".

## Crítica
La canción recibió críticas generalmente positivas. Leah Greenblatt de Entertainment Weekly dijo que la canción "le impulsa aún más", produciendo el álbum (Michael) "realmente la más feroz". Sarah Rodman de The Boston Globe hizo una revisión de la canción como "un débil eco de rock vintage orientada a Jackson canciones como Dirty Diana y Beat It"., "pero la canción, con Dave Grohl en la batería, no se sentiría fuera de lugar en uno de sus propios registros. Jody Rosen de la revista Rolling Stone también señalar la comparación a con esta canción y Dirty Diana. Jason Lipshutz con Gail Mitchell y Gary Graff de Billboard dijo que la canción desarrollado un surco de rock industrial que recuerda a un poco de Nine Inch Nails, "Jackson fuelle en la coro, como guitarras envuelven su voz y Kravitz repite el título de la canción como una canción de cuna", y la canción", destacó por un poco de cortesía percusión espectacular de Dave Grohl."
Comentarios negativos vinieron de Alexis Petridis de The Guardian, dijo "exactamente de la norma se puede esperar de una pista que no hizo el corte de su álbum en solitario el peor." Huw Jones de Slant Magazine pensaba que la canción "una cobarde pista de rock con apariciones aburridas de Lenny Kravitz y Dave Grohl."